# Actinophryidae
Actinophryidae је мала група једноћелијских хетероконтних протиста, раније описиваних као хелиозоа због сферног облика ћелије и зракастих актиноподија. Карактеристика ћелија представника ове групе су аксонемалне псеудоподије, чији цитоскелет настаје од аморфног центрозома.
У групу Actinophryidae спадају родови Actinophrys и Actinosphaerium, код којих је уочено полно размножавање по типу аутогамије.